# Acutiserolis gerlachei
Acutiserolis gerlachei är en kräftdjursart som först beskrevs av Théodore Monod 1925.  Acutiserolis gerlachei ingår i släktet Acutiserolis och familjen Serolidae. Inga underarter finns listade i Catalogue of Life.